# Milichus durandi
Milichus durandi là một loài bọ cánh cứng trong họ Bọ hung (Scarabaeidae).